# Bassan
För andra betydelser, se Bassan (olika betydelser).
Bassan är en kommun i departementet Hérault i regionen Occitanien i södra Frankrike. Kommunen ligger i kantonen Béziers 2e Canton som tillhör arrondissementet Béziers. År 2022 hade Bassan 2 353 invånare.

## Befolkningsutveckling
Antalet invånare i kommunen Bassan
Referens:INSEE